# Volutaphis centaureae
Volutaphis centaureae är en insektsart som först beskrevs av Carl Julius Bernhard Börner 1939.  Volutaphis centaureae ingår i släktet Volutaphis och familjen långrörsbladlöss. Arten är reproducerande i Sverige. Inga underarter finns listade i Catalogue of Life.